# Nemapogon anatolica
Nemapogon anatolica is een vlinder uit de familie echte motten (Tineidae). De wetenschappelijke naam is voor het eerst geldig gepubliceerd in 1986 door Gaedike.
De soort komt voor in Europa.